# داف (کشتی ۱۷۹۴)
داف (به انگلیسی: Duff) یک کشتی بریتانیایی بود که در سال ۱۷۹۴ در رودخانه تیمز به آب انداخته شد. این کشتی در سال ۱۷۹۶ توسط انجمن مبلغان لندن برای  انتقال گروهی از مبلغان مذهبی، به اقیانوس آرام جنوبی مورد استفاده قرار گرفت. پس از انجام ابن مأموریت، کشتی داف به سمت چین حرکت نمود تا محموله ای را برای کمپانی هند شرقی بریتانیا به انگلستان منتقل نماید. در طی این سفر ناخدای این کشتی از جزایر متعددی در اقیانوس آرام جنوبی را نام برده است. در سال ۱۷۹۹ در سواحل برزیل و در طی دومین سفر این کشتی برای جابه جایی مبلغین مذهبی، به تصرف یک کشتی جنگی خصوصی فرانسوی درآمد.

## اولین سفر
کشتی داف در ابتدا متعلق به جِی. کاربین بوده و با هدایت پی گوردون، بین لندن و جبل الطارق تردد و تجارت می‌نمود.
در سال ۱۷۹۵ انجمن مبلغان لندن که تازه تأسیس شده بود تصمیم گرفت مبلغانی را برای تبلیغ مسیحیت انجیلی به اقیانوس آرام جنوبی اعزام نماید. ناخدا جیمز ویلسون آمادگی خود را برای ارائه خدمات داوطلبانه اعلام نمود و انجمن مبلغان لندن تصمیم به خرید کشتی داف گرفت. براساس مدارک ثبتی لویدس از سال ۱۷۹۶ ویلسون جایگزین گوردون به عنوان ناخدای کشتی داف شد و مالکیت کشتی از جِی. کاربین به کاکس اند کو تغییر یافت. همچنین مسیر تجاری این کشتی به لندن-پورت جکسون تغییر یافت. در سال ۱۷۹۷ مسیر تجارتی کشتی داف لندن به دریاهای جنوبی بود.
مأموریت در نظر گرفته شده انجمن مبلغان لندن برای ناخدا ویلسون آن بود، تا گروهی از مبلغان و خانواده‌هایشان (متشکل از سی مرد، شش زن و سه کودک) را به اماکن در نظرگرفته شده برای ایشان، در تاهیتی، تونگا و
جزایر مارکیز، منتقل نماید. کشتی داف با هدایت ناخدا ویلسون
لنگرگاه داونز را در ۱۳ اوت ۱۷۹۶ ترک نموده و در ۱۲ نوامبر او به ریودوژانیرو رسید. در ۶ مارس ۱۷۹۷ در خلیج ماتاوای (ماهینا) لنگر انداخت، جایی که ۱۴ تن از مبلغان و خانواده‌هایشان از کشتی پیاده شدند. پس از آن نه تن از داوطلبان را در ۲۶ مارس به تونگاتاپو رسانید. یکی از ایشان به سرعت آن محل را ترک نموده و سه تن از ایشان توسط بومیان به قتل رسیدند.
اولین فرد اروپایی که به پوکاروا رسید، جیمز ویلسون بود که کشتی داف را از تونگاتاپو به سمت جزایر مارکیز هدایت می‌نمود. وقتی که وی به جزیره مذکور رسید، آن را خالی از سکنه یافت و آن را سرل (به انگلیسی: Searle) نامید. در ۲۴ مه، ویلسون، جزیره مانگاروا از مجمع الجزایر گامبیر دید، که آن را به نام جیمز گامبیر، که در آن زمان لرد کمیسر نیروی دریایی بریتانیا بود، نام نهاد. بزرگ‌ترین ویژگی سرزمینی در مانگاروا کوه داف نام دارد. در مانگاروا، کشتی داف در ریکیته ئآ لنگر اندخت. همچنین ویلسون اولین اروپایی بود که از ته موئه درمجمع الجزایر گامبیر دیدن کرد که او آن را جزیره کرِسِنت (به انگلیسی: Crescent) نامید.